# Dead Heat (videojuego)
Dead Heat (conocido en Japón como Maximum Heat) es un videojuego de carreras arcade desarrollado por Polygon Magic y publicado por Namco Bandai Games para salas de juegos utilizando hardware Namco System ES1 basado en PC lanzado el 19 de octubre de 2010 en Norteamérica y el 20 de abril de 2011 en Japón.

## Jugabilidad
Dead Heat es un juego de carreras callejeras de ritmo rápido del estudio detrás del Wangan Midnight Maximum Tune original, coloca a los jugadores en carreras de alto octanaje para ocho jugadores en una de cuatro ciudades (Nueva York, Chicago, San Francisco y Londres) con una amplia selección de coches de la vida real (incluidos coches tuner y, en la versión estadounidense, coches musculosos). Incluye un sistema nitroso para aumentar la velocidad, derrapar a alta velocidad, numerosos saltos y obstáculos, y un sistema de progresión basado en PIN (que permite a los jugadores personalizar sus vehículos).
Al igual que algunos de los otros juegos de carreras y vehículos de Namco Bandai en ese momento (como Mario Kart Arcade GP 2 y Tank! Tank! Tank!), la máquina de juego incluye una cámara encima de cada pantalla que toma una fotografía del jugador, que se utiliza para indicar (a otros) el conductor de su vehículo. Los jugadores pueden optar por que su foto aparezca como rivales de la CPU de esa máquina en carreras futuras. La versión japonesa del juego también incluye un visor de cabeza montado opcional (con lentes polarizados) para un modo 3D estereoscópico.

## Coches
- Mazda RX-7 (conocido en la versión japonesa como Mazda RX-7 Type R)
- Mitsubishi Lancer Evolution X
- Nissan 370Z (conocido en la versión japonesa como Nissan Fairlady Z)
- Nissan Skyline GT-R

Solo en la versión de Estados Unidos
- Chevrolet Corvette ZR-1
- Dodge Viper SRT-10
- Ford GT
- Ford Mustang GT

Solo en la versión de Japón
- Mazda Roadster
- Mazda RX-8
- Mazda Savannah RX-7 GT-X
- Subaru Impreza WRX STI

## Secuela
Posteriormente, el juego recibió una secuela centrada en motocicletas en Norteamérica en 2013, titulada Dead Heat Riders. Conserva gran parte de la misma interfaz y mecánica de juego, así como las cuatro configuraciones regionales. Si bien el juego original presenta una banda sonora de Yuzo Koshiro (de la fama de Wangan Midnight Maximum Tune), la secuela presenta una banda sonora de Hideki Naganuma (de la fama de Jet Set Radio).